# Бояновичи
Бояновичи — село в Хвастовичском районе Калужской области. Административный центр муниципального образования Сельское поселение «Село Бояновичи».

## История

### XV век
В метриках Великого Княжества Литовского (Lithuanian METRICA) книга 3.(1440-1498) упомянуты Бояновичи запись сделана около 1450 года. 

...А тымъ всимъ дал корол. ажъ будеть подобно, на пана Миколаево о(r)леданье. А писал Васко Павловичъ.
У Корачове. Зоньку Соколову да(на) отчина его Бояновичи.
Совостьяну з братомъ Яковомъ дана отчина их Киселев, Переславль а Матьшин. А писал Васко Павловичъ. 

### XVI век
До 1517 года вместе с Карачевом по всей видимости находится в составе Стародубского княжества.

### XVII век
В XVII - XVIII вотчинах  Свенского монастыря, что был под Брянском, упоминаются в числе многих и село Бояновичи.
В 1670 упомянуты как существующее.
В 1678 году Бояновичи оказались в Севском разряде Брянском уезде,  Батоговской волости как вотчина духовенства и назывались Буяновичи.

### XVIII век
С 1708 года по реформе Петра I Бояновичи в составе Брянского уезда Киевской губернии. С 1719 года в составе Севской провинции Киевской губернии. С 1727 года в составе Белгородской губернии.  
В 1777 году Бояновичи (Буяновичи) входят в состав  Жиздринского уезда Калужской губернии.

Калужское наместничество. Козельский и Жиздринский уезды.

### XIX век
Ранее село принадлежало Белобережскому монастырю. В 1823 году в селе был построена каменная церковь с приделами Флора и Лавра и Михаила Архангела. При церкви имелись библиотека и две школы — церковно-приходская и земская.

### XX век
В 1930 году церковь была закрыта. Во время оккупации села немецкими войсками храм был вновь открыт, а при отступлении немцев взорван.
В 1990-95 годах в селе была построена новая церковь Николая Чудотворца.

## Население
| 2002 | 2010 |
| ---- | ---- |
| 785  | ↘696 |

## Инфраструктура
В селе имеется школа, клуб, библиотека, ФАП.

## Известные уроженцы
- Сопликов, Иван Иванович — русский политик, депутат Государственной Думы Российской Империи, монархист.